# Mordellistena blandula
Mordellistena blandula es una especie de coleóptero de la familia Mordellidae.

## Distribución geográfica
Habita en  Estados Unidos.